# Cyanea profuga
Cyanea profuga är en klockväxtart som beskrevs av Charles Noyes Forbes. Cyanea profuga ingår i släktet Cyanea, och familjen klockväxter. Inga underarter finns listade i Catalogue of Life.